# Theo Van Doormael

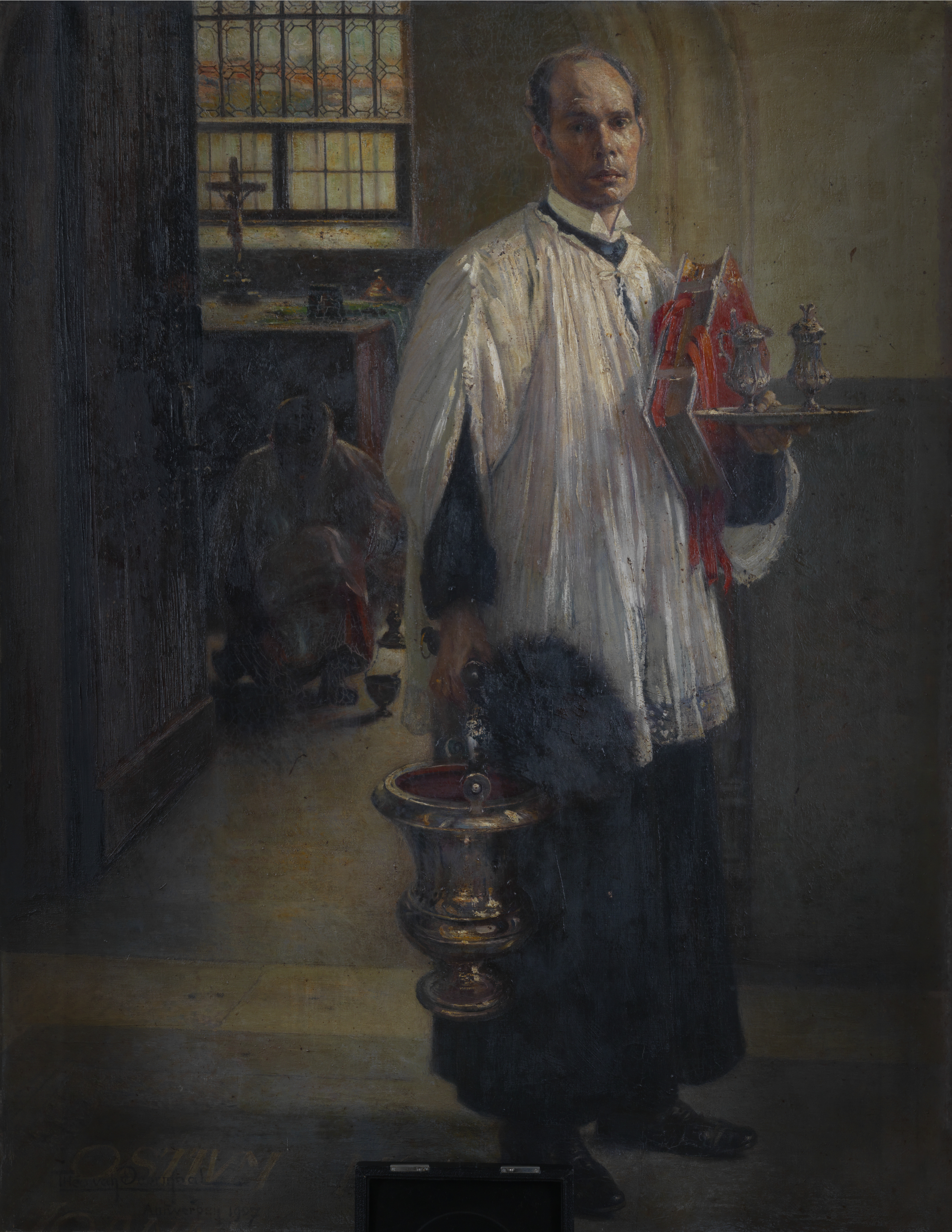
De koster, Theo Van Doormael, 20e eeuw, Abdijmuseum Ten Duinen Koksijde, 44839

Theo Van Doormael (Standdaarbuiten, 26 juli 1871 -  Antwerpen, 28 maart 1910) was een Nederlandse schilder die vooral actief was in Antwerpen. De naam wordt ook geschreven als Van Doormaal.

## Leven
Van Doormael werd geboren op 26 juli 1871 te Standdaarbuiten. Hij kreeg les van Henri Dirckx, waarna hij een beurs kreeg om te studeren aan de Antwerpse Academie. Hij bleef er werkzaam en overleed er op 28 maart 1910.

## De koster
"De koster" dateert van 1907. Het is een olieverf op doek, gesigneerd en gedateerd linksonder. Het werd verworven door het Abdijmuseum Ten Duinen te Koksijde.
Afmetingen doek: hoogte 122.2 cm x breedte 92.3 cm.
- RKD-Nederlands Instituut voor Kunstgeschiedenis: 91009
- Union List of Artist Names: 500135543
- Virtual International Authority File: 138283469